# Allium koreanum
Allium koreanum är en amaryllisväxtart som beskrevs av H.J.Choi och B.U.Oh. Allium koreanum ingår i släktet lökar, och familjen amaryllisväxter. Inga underarter finns listade i Catalogue of Life.